# Kol Nidre

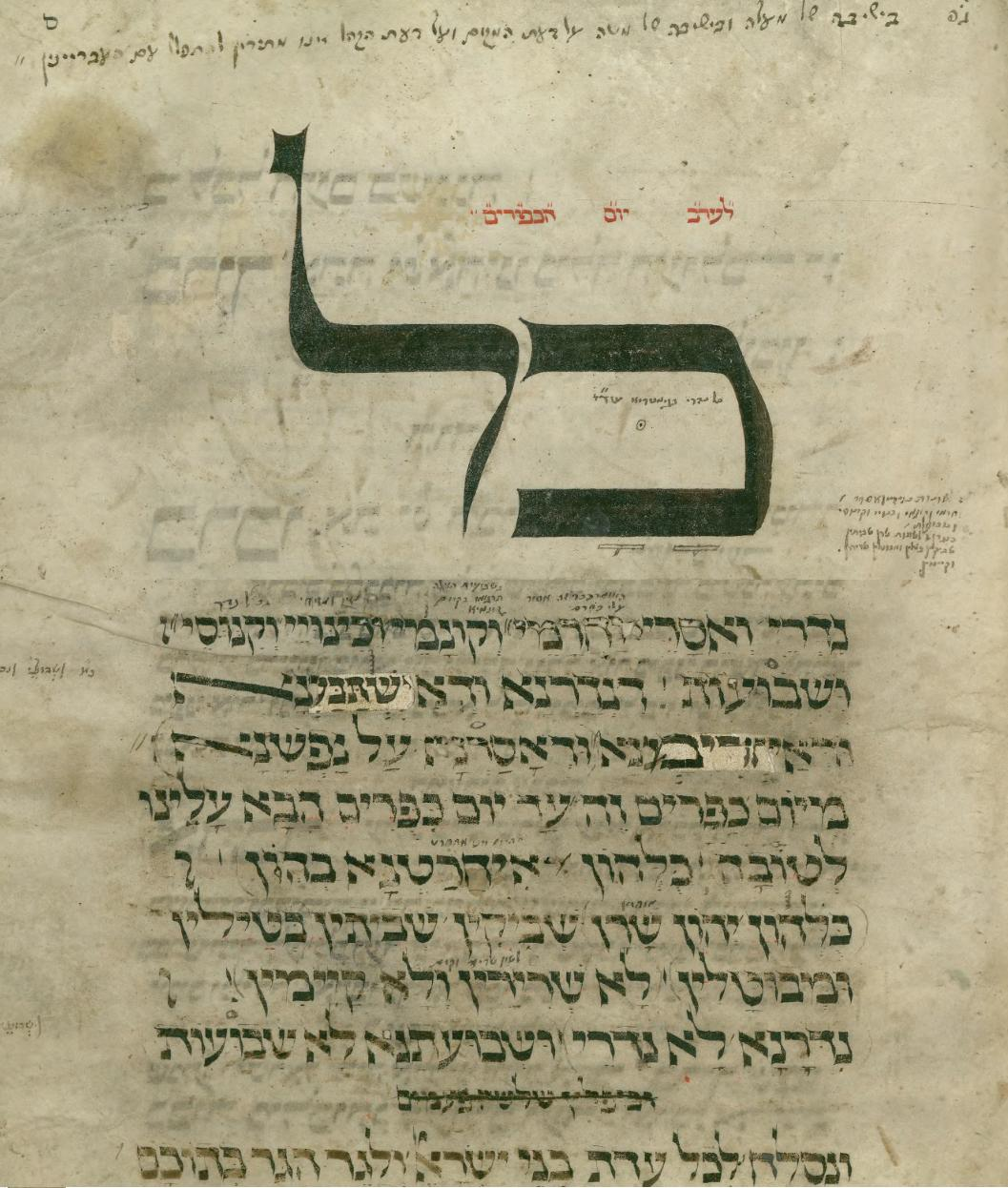
Das Kol Nidre, Wormser Machsor, 1272.

Kol Nidre (aram.: כָּל נִדְרֵי „alle Gelübde“) ist eine formelhafte Erklärung, die vor dem Abendgebet des Versöhnungstages (hebr. Jom Kippur) gesprochen wird. Nach dieser Erklärung wird häufig das gesamte Abendgebet an Jom Kippur benannt.

## Geschichte
Der Ursprung des Kol Nidre ist unbekannt. Es existieren dazu zahlreiche Theorien, die sich aber alle als nicht schlüssig erwiesen haben. Beispielsweise formulierte Joseph Samuel Bloch im Jahre 1917 eine zwar dramatische, jedoch nicht belegte Theorie, dass Kol Nidre als Reaktion auf erzwungene Übertritte von Juden zum Christentum entstand, die insbesondere im Spanien des 7. Jahrhunderts unter den Westgoten, in Byzanz zwischen 700 und 850 und von 1391 bis 1492 unter der spanischen Inquisition stattgefunden haben sollen.
Schon in früher Zeit wurden im Judentum zahlreiche Gelübde ausgesprochen, wobei parallel dazu das Bedürfnis entstand, diese zu widerrufen. Eine solche Absolution konnte entweder von einem Gelehrten oder aber von einer Versammlung dreier Laien geschehen. Diese zunächst wohl persönliche Schuldvergebung fand mit der Zeit Einzug in die Liturgie des Versöhnungstages. Vor allem Rabbiner aus den babylonischen Akademien in Sura und Pumbedita sprachen sich jedoch gegen die Formel des Kol Nidre aus, weil es der kontrollierten Praxis des Hatarat Nedarim zuwiderlief, welches die Rücknahme von Gelübden nur unter bestimmten Bedingungen und Kontrolle eines halachischen Gerichts erlaubte. Auch die Karäer wandten sich stets strikt gegen das Kol Nidre. Teilweise war sogar das Studium des talmudischen Traktates Nedarim eingeschränkt. Ursprünglich war das Kol Nidre auf die Vergebung begangener Schuld gegenüber Gott angelegt. Erst im 12. Jahrhundert wurde sie auf Veranlassung von Rabbenu Tam so umgewandelt, dass sie zukünftige Gelübde betraf. Im 13. Jahrhundert fügte der deutsche Rabbiner Meir von Rothenburg eine Formel hinzu, die bis heute vor dem eigentlichen Kol Nidre von drei Gemeindemitgliedern rezitiert wird:

„Vor dem himmlischen Gericht und vor dem irdischen Gericht, mit Einverständnis Gottes und mit Einverständnis dieser Gemeinde bestätigen wir, dass es erlaubt ist, (zusammen) mit Übeltätern zu beten.“

Im reformierten Judentum war das Kol Nidre lange Zeit, dem Beispiel des Hamburger Tempels seit 1818 und David Einhorns folgend, aus den Gebetbüchern zum Versöhnungstag verbannt. Ein Hauptgrund, warum es heute trotzdem in den meisten jüdischen Gemeinden wieder rezitiert wird, liegt in seiner emotionalen Bedeutung.
Die Melodie von Kol Nidre ist eines der berühmtesten Beispiele für jüdische Musik und fand in der Verarbeitung durch Max Bruch (für Cello und Orchester) Eingang in die Kunstmusik. Bekannt wurde die Einspielung 1968 mit der Cellistin Jacqueline du Pré und dem Israel Philharmonic Orchestra unter Daniel Barenboim. In seinem gleichnamigen Werk op. 39 für Sprecher, Chor und Orchester verarbeitete Arnold Schönberg einige der traditionellen Motive.

## Inhalt
Eigentlich ist Kol Nidre ein Widerruf aller persönlichen Gelübde, Eide und Versprechungen gegenüber Gott, die unwissentlich oder unüberlegt abgelegt wurden. Grundsätzlich soll der Gläubige nach Deuteronomium 23,23  von Gelübden absehen. Vers 24  verpflichtet, Ausgesprochenes auch einzuhalten. Ein wissentlich vor Gott gesprochener Eid hat also auch weiterhin Gültigkeit. Trotzdem war das Kol Nidre ein beliebtes Ziel für antisemitische Interpretationen. Die Ansicht, der jüdische Glaube erlaube mit dem Kol Nidre zum Beispiel einen Meineid vor Gericht oder durch dieses Gebet würden alle Verträge zwischen Juden und Nichtjuden für ungültig erklärt, ist falsch.
Die ältere sefardische Version des Kol Nidre sowie die aschkenasische Version, die aus dem Mittelalter stammt, unterscheiden sich geringfügig voneinander. In der aschkenasischen Fassung wird die Zukunftsform verwendet: „Alle Gelübde, die wir von jetzt an bis zum kommenden Versöhnungstag aussprechen …“, in der sefardischen die Vergangenheitsform.

## Rituale
Am Versöhnungstag steht der Gläubige während des ersten in der Synagoge gesprochenen Gebets. Dabei wird das kurze Kol Nidre drei Mal wiederholt. Dadurch komme man in eine Übereinkunft mit dem allmächtigen Gott, dass jeder Eid, jedes Gelöbnis, jedes Ehrenwort, das man für sich persönlich oder in Bezug auf Verordnungen der Gemeinde unüberlegt im nächsten Jahr gibt, ungültig sein sollen.

## Das Kol Nidre im Wortlaut
“כָּל נִדְרֵי וֶאֱסָרֵי וּשְׁבוּעֵי וַחֲרָמֵי וְקוֹנָמֵי וְקִנּוּסֵי וְכִנּוּיֵי, דְּאִנְדַרְנָא וּדְאִשְׁתַּבַּעְנָא, וּדְאַחֲרִימְנָא וּדְאָסַרְנָא עַל נַפְשָׁתָנָא. מִיּוֹם כִּפּוּרִים זֶה עַד יוֹם כִּפּוּרִים הַבָּא עָלֵינוּ לְטוֹבָה. בְּכֻלְּהוֹן אִיחֲרַטְנָא בְהוֹן, כֻּלְּהוֹן יְהוֹן שָׁרָן, שְׁבִיקִין שְׁבִיתִין בְּטֵלִין וּמְבֻטָּלִין, לָא שְׁרִירִין וְלָא קַיָּמִין. נִדְרָנָא לָא נִדְרֵי וֶאֱסָרָנָא לָא אֱסָרֵי וּשְׁבוּעָתָנָא לָא שְׁבוּעוֹת.”

„Kol Nidrej ve esarej, uschevu'ej, va charamej, ve konamej, ve kinusej, ve chinujej, dinedarena ude’ischtaba’na ude’acharimna ude'asarna al nafeschatana. Mi Jom Kippurim zeh ad Jom Kippurim habah alejnu le’tovah. Bechulhon icharatna behon, kulhon jehon scharan. Schewikin. Schewitin. Betejlin umevutalin. La scheririn ve la kajamin. Niderana la nidrej ve esarana la esarej. Uschvu’atana la schevuot.“

„Alle Gelübde, Verbote, Bannsprüche, Umschreibungen und alles was dem gleicht, Strafen und Schwüre, die ich gelobe, schwöre, als Bann ausspreche, mir als Verbot auferlege von diesem Jom Kippur an, bis zum erlösenden nächsten Jom Kippur. Alle bereue ich, alle seien ausgelöst, erlassen, aufgehoben, ungültig und vernichtet, ohne Rechtskraft und ohne Bestand. Unsere Gelübde seien keine Gelübde, unsere Schwüre keine Schwüre.“

## Musikalische Werke
- Max Bruch: Kol Nidrei op. 47 (1880)
- Arnold Schönberg: Kol Nidre für Sprecher (Rabbi), gemischten Chor und Orchester (g-Moll) op. 39 (1938)[7]
- Siegfried Würzburger: Passacaglia und Fuge über Kol Nidre für Orgel
- John Zorn: Kol Nidre[8][9]
- Albert Ketèlbey: Sanctuary of the Heart (Des Herzens Heiligtum)[10][11]
- Ludwig van Beethoven: 14. Streichquartett op. 131 (6. Satz)[12][13]

(In den beiden letztgenannten Stücken ist das Kol Nidre nicht das Hauptthema, wird aber unverkennbar aufgegriffen)